# Mékro
Mékro est une localité du Centre de la Côte d'Ivoire et appartenant au département de Bocanda, Région du N'zi-Comoé. La localité de Mékro est un chef-lieu de commune.